# هيذر إليزابيث أبل
هيذر إليزابيث أبل هي كاتِبة كندية، ولدت في 1948 في تورونتو في كندا.